# ترین استنبرگ
ترین استنبرگ (انگلیسی: Trine Stenberg؛ زادهٔ ۶ دسامبر ۱۹۶۹) بازیکن فوتبال اهل نروژ است.